# Servigny-lès-Sainte-Barbe
Servigny-lès-Sainte-Barbe és un municipi francès, situat al departament del Mosel·la i a la regió del Gran Est. L'any 2007 tenia 427 habitants.

## Demografia

### Població
El 2007 la població de fet de Servigny-lès-Sainte-Barbe era de 427 persones. Hi havia 156 famílies, de les quals 24 eren unipersonals (8 homes vivint sols i 16 dones vivint soles), 52 parelles sense fills, 76 parelles amb fills i 4 famílies monoparentals amb fills.
La població ha evolucionat segons el següent gràfic:
Habitants censats

### Habitatges
El 2007 hi havia 174 habitatges, 159 eren l'habitatge principal de la família, 2 eren segones residències i 13 estaven desocupats. 172 eren cases i 2 eren apartaments. Dels 159 habitatges principals, 141 estaven ocupats pels seus propietaris, 14 estaven llogats i ocupats pels llogaters i 4 estaven cedits a títol gratuït; 9 tenien tres cambres, 27 en tenien quatre i 123 en tenien cinc o més. 147 habitatges disposaven pel capbaix d'una plaça de pàrquing. A 55 habitatges hi havia un automòbil i a 93 n'hi havia dos o més.

### Piràmide de població
La piràmide de població per edats i sexe el 2009 era:
| Homes | Edats   | Dones |
| ----- | ------- | ----- |
| 0     | 95 o +  | 0     |
| 0     | 90 a 94 | 0     |
| 0     | 85 a 89 | 0     |
| 4     | 80 a 84 | 0     |
| 8     | 75 a 79 | 8     |
| 4     | 70 a 74 | 4     |
| 0     | 65 a 69 | 8     |
| 12    | 60 a 64 | 8     |
| 4     | 55 a 59 | 0     |
| 20    | 50 a 54 | 8     |
| 36    | 45 a 49 | 32    |
| 24    | 40 a 44 | 32    |
| 16    | 35 a 39 | 16    |
| 4     | 30 a 34 | 12    |
| 16    | 25 a 29 | 12    |
| 20    | 20 a 24 | 16    |
| 20    | 15 a 19 | 36    |
| 16    | 10 a 14 | 16    |
| 20    | 5 a 9   | 8     |
| 24    | 0 a 4   | 4     |

## Economia
El 2007 la població en edat de treballar era de 306 persones, 234 eren actives i 72 eren inactives. De les 234 persones actives 229 estaven ocupades (116 homes i 113 dones) i 5 estaven aturades (1 home i 4 dones). De les 72 persones inactives 28 estaven jubilades, 29 estaven estudiant i 15 estaven classificades com a «altres inactius».

### Ingressos
El 2009 a Servigny-lès-Sainte-Barbe hi havia 170 unitats fiscals que integraven 455,5 persones, la mediana anual d'ingressos fiscals per persona era de 21.606 €.

### Activitats econòmiques
Dels 11 establiments que hi havia el 2007, 1 era d'una empresa de fabricació d'altres productes industrials, 5 d'empreses de construcció, 1 d'una empresa de comerç i reparació d'automòbils, 1 d'una empresa d'informació i comunicació, 1 d'una empresa financera, 1 d'una empresa de serveis i 1 d'una entitat de l'administració pública.
Dels 5 establiments de servei als particulars que hi havia el 2009, 1 era un guixaire pintor, 1 fusteria, 1 lampisteria i 2 electricistes.
L'any 2000 a Servigny-lès-Sainte-Barbe hi havia 4 explotacions agrícoles.

## Equipaments sanitaris i escolars
El 2009 hi havia una escola elemental integrada dins d'un grup escolar amb les comunes properes formant una escola dispersa.

## Poblacions més properes
El següent diagrama mostra les poblacions més properes.